# Sérum
Ne doit pas être confondu avec Lactosérum.

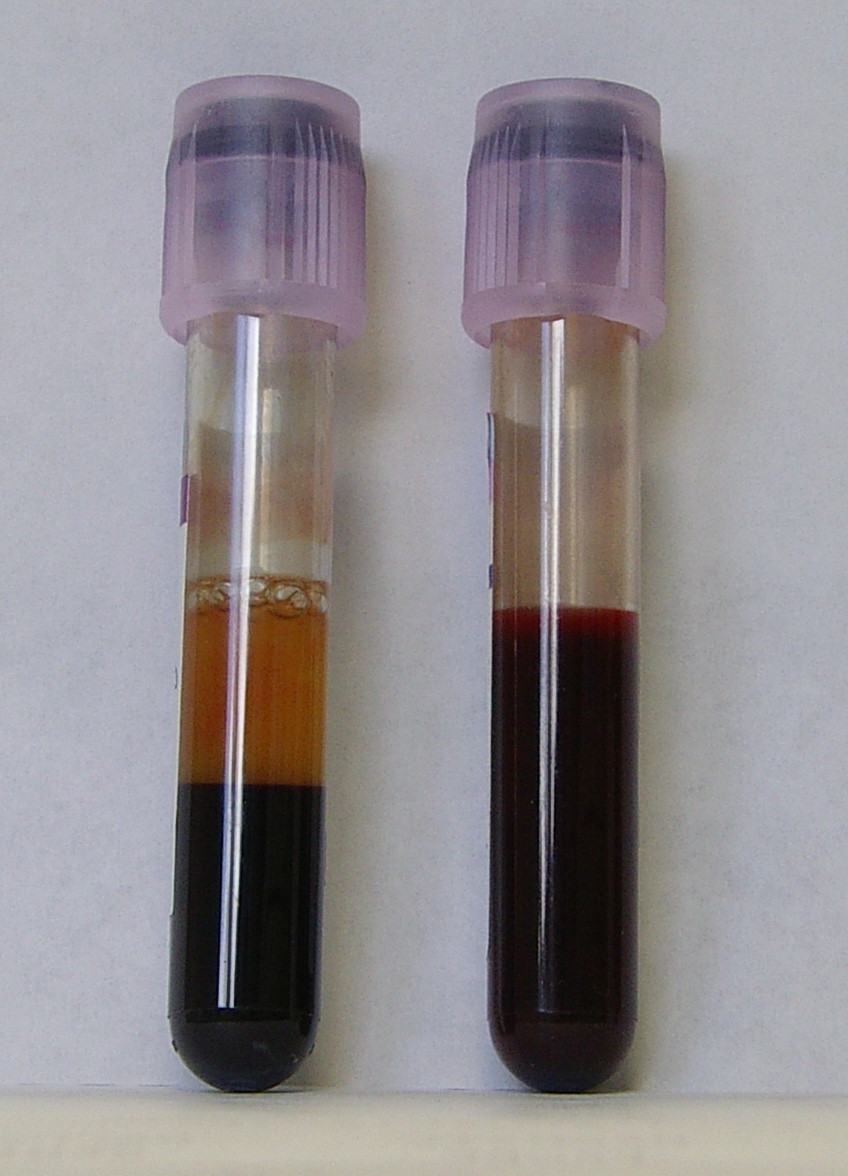
Ces deux tubes contiennent de l'EDTA (anticoagulant), dans celui de gauche les hématies ont eu le temps de sédimenter et le surnageant obtenu est le plasma.

Le sérum est le liquide sanguin débarrassé de ses cellules et des protéines de la coagulation. C'est le liquide surnageant obtenu après coagulation et centrifugation du sang dans un tube « sec », c'est-à-dire sans inhibiteur de la coagulation. À l'inverse du plasma, qui lui est obtenu par simple centrifugation sans coagulation préalable (donc prélevé dans un tube contenant des anticoagulants), le sérum est débarrassé des facteurs de coagulation et du fibrinogène, consommés par la coagulation.

## Composition
Ce liquide principalement constitué d'eau et du plasma, contient des substances dissoutes, qui sont essentiellement : 
- des protéines (anticorps, albumine, etc.) ;
- divers ions (sodium, chlorure, etc.) ;
- des hormones.

## Sérothérapie
La sérothérapie a pour principe l'injection de sérum pour prévenir ou soigner une infection. 

## Autres acceptions
Le terme de sérum s'applique à : 
- un liquide imprégnant les cellules des membranes séreuses ;
- le sérum physiologique ;
- un sérum antivenin ;
- un « sérum de vérité ».
- un sérum dans le cadre de la cosmétique est une préparation visant à préparer la peau à une exposition attendue (généralement un soin).